# Société de la perruche

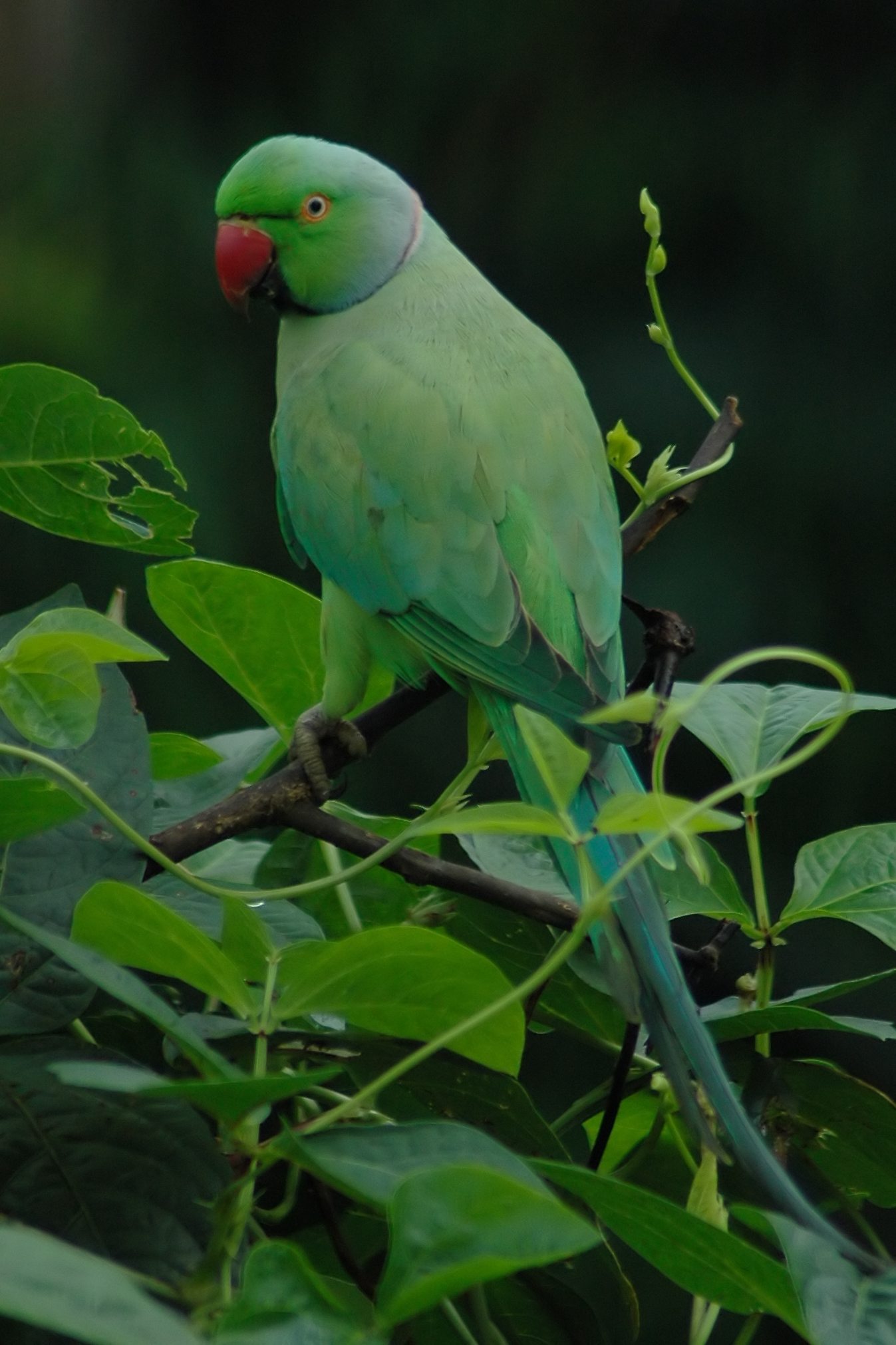
La perruche était le symbole de la société.

La société de la perruche est une union d’ennemis de Louis VII, duc de Bavière-Ingolstadt. 

## Historique
La société de la perruche est fondée le 17 avril 1414 par son cousin Henri XVI, duc de Bavière-Landshut. D’autres membres sont le duc Ernest de Bavière-Munich, son frère Guillaume III et le comte Jean de Palatinat-Neumarkt.
Le 16 février 1415, le comte Frédéric de Nuremberg et le prince-électeur Louis III du Palatinat deviennent membre de la société. Au concile de Constance, la société devient la ligue de Constance, une union de défense contre Louis VII devant exister jusqu'à la mort de ce dernier.
La société de la perruche est unique en son genre du fait que ses membres sont des princes. Son symbole, la perruche, devait ridiculiser le corbeau de Saint Oswald qui fait partie des armoiries de Louis VII. 